# Plehiv, Orjîțea
Plehiv (în ucraineană Плехів) este localitatea de reședință a comunei Plehiv din raionul Orjîțea, regiunea Poltava, Ucraina.

## Demografie
Componența lingvistică a localității Plehiv
     Ucraineană (97,63%)
     Rusă (1,82%)
     Alte limbi (0,56%)
Conform recensământului din 2001, majoritatea populației localității Plehiv era vorbitoare de ucraineană (97,63%), existând în minoritate și vorbitori de rusă (1,82%).